# سوليداد بيثيري
سوليداد بيثيري (من مواليد 16 أغسطس 1944، مدريد) إسبانية نبيلة وسياسية وعضو خدم لفترة طويلة في مجلس النواب الإسباني وينتمي إلى حزب الشعب. في عام 1981 شغلت منصب أول وزيرة في الحكومة منذ ما يقرب من 50 عامًا وأصبحت فيما بعد أول امرأة تتولى منصب عمدة إشبيلية. بيثيري متزوج من رافائيل أتينزا إي ميدينا ماركيز الثامن من سالفاتيرا ومستشار سلاح الفرسان الملكي في إشبيلية.

## وزيرة الثقافة
في ديسمبر 1981 عينت رئيسة الوزراء الجديدة ليوبولدو كالفو سوتيلو وزيرة للثقافة. وهكذا أصبحت أول وزيرة في إسبانيا منذ الجمهورية الإسبانية الثانية قبل حوالي 50 عامًا، وثاني وزيرة إسبانية في التاريخ بعد فيديريكا مونتسيني في عام 1936.

## حزب الشعب
مثلت معظم نواب حزب التجمع الدستوري الديمقراطي، خسرت مقعدها في الانتخابات العامة لعام 1982 وتم حل المجلس الدستوري الديمقراطي في فبراير 1983. انضمت لاحقًا إلى حزب المؤتمر الشعبي وعادت في عام 1989 إلى الكونجرس الإسباني كنائبة عن الحزب وأعيد انتخابها في عامي 1996 و2000. في 2004 تم انتخابها لعضوية مجلس الشيوخ الإسباني وعملت لفترة ولاية واحدة حتى عام 2008. في عام 2008 عادت إلى مجلس النواب لتحل محل خافيير أريناس كرئيس لقائمة الحزب الشعبي بناء على توصية من أريناس.

## عمدة إشبيلية
عملت أيضًا مستشارًا محليًا في إشبيلية. شغلت منصب نائب رئيس البلدية من 1991 إلى 1995 ثم عمدة المدينة من 1995 إلى 1999 لتصبح أول سيدة عمدة لإشبيلية.
في عام 1998 بينما كانت في طريقها إلى سويسرا للترويج لترشيح إشبيلية لدورة الألعاب الأولمبية لعام 2008، تم اختطاف طائرتها في مطار فالنسيا، على الرغم من استسلام الخاطف دون إصابة أي ركاب.